# Lenger
Lenger (kaz. Ленгір) – miasto w południowym Kazachstanie, w obwodzie turkiestańskim. Siedziba władz rejonu Töle Bi. W 2021 roku liczyło 26 607 mieszkańców. 